# グアノ島法
グアノ島法（Guano Islands Act）は、1856年8月18日に連邦議会で可決されたアメリカ合衆国の連邦法。アメリカ合衆国市民はグアノが堆積している島を領有することができるという内容で、この権益の保護のためにアメリカ合衆国大統領に軍隊を指揮する権限を与えている。この法律は現在でも有効である。

## 内容
あらゆる島、岩、珊瑚礁に堆積するグアノを米国市民が発見した際は、他国政府による法的管理（実効支配）下になく、他国政府の市民に占領されておらず、平和裡に占有してその島、岩、珊瑚礁を占領したときはいつでも、米国大統領の裁量で米国が領有したと判断して差し支えない（グアノ島法第1節）。
この法律では、島が他国に先占されていなければ島がどこにあってもよい。

## 背景
1840年代、グアノは農業用肥料及び火薬の原料となる硝酸カリウムの原材料として重用されていた。1855年、アメリカ合衆国はこのグアノが大量に堆積している島々が太平洋にあることを知った。このグアノ採取を有利に行うためグアノ島法が議会を通過した。
この法律では、アメリカ合衆国は島を占有するが、グアノが枯渇した後は占有を続ける必要はないというものだった。しかし、必要がなくなった後の領土の扱いをどうするかは定められていなかった。当時の理解としては、島の占有は国際法上の「無主地先占」という論理に基づいており、不用となった島は無主地（terra nullius）に戻るという概念であった。
これがアメリカ合衆国による島嶼地域の領土に関する考え方の出発点となった。それまで、アメリカ合衆国が取得した領土は、直ちにアメリカ合衆国と一体不可分な一部となり（編入）、条約等により変更が無い限り、正式州になる機会を待つのが通例だったが、島嶼地域では州にする意図がはじめから無くても政府が保有することができるというものだった。
こうして100以上の島の領有を宣言したが、今日でもアメリカ合衆国の管理下に置かれているのはベーカー島、ジャービス島、ハウランド島、キングマン・リーフ、ジョンストン環礁、パルミラ環礁そしてミッドウェイ環礁である。残りは全て資源枯渇後に放棄された。ナバッサ島は現在ハイチとアメリカ合衆国の2国がその領有を主張しあっている。セラニャ・バンクとバホ・ヌエボ・バンクは更に複雑で、アメリカ合衆国を含めて3カ国以上が領有の主張を行っている。1971年に、米国はホンデュラスと条約を結びスワン諸島がホンデュラスの領土であることを確認した。

## グアノ島法により領有を主張した島しょ

### 現在でもアメリカ合衆国領と主張しているもの
- セラニャ礁(コロンビア・ジャマイカ・ニカラグアが領有権を主張している領有小離島)
- バホヌエボ礁(コロンビア・ジャマイカ・ニカラグア・ホンジュラスが領有権を主張している領有小離島)
- パルミラ環礁(領有小離島)
- ジョンストン環礁(領有小離島)
- キングマン・リーフ(領有小離島)
- ナヴァッサ島(ハイチが領有権を主張している領有小離島)
- ジャービス島(領有小離島)
- ミッドウェー環礁(領有小離島)
- ハウランド島(領有小離島)
- ベーカー島(領有小離島)
- フレンチフリゲート瀬(ハワイ州の一部)
- スウェインズ島(アメリカ領サモアの一部)

### 現在メキシコ領になっているもの
- スコーピオンリーフ(メキシコ湾に浮かぶ環礁。1894年に放棄)

### 現在ホンジュラス領になっているもの
1972年の条約により確定
- スワン諸島

### 現在ベネズエラ領になっているもの
- アベス島

### 現在フランス領になっているもの
- グラン・コネタブル	(アプルアグ川の河口から18kmに位置する島。フランス領ギアナによって管理)
- クリッパートン島(フランス属領。メキシコが領有権を主張)

### 現在ドミニカ共和国領になっているもの
- アルトベロ島(イスパニョーラ島の南にある小さな無人島)

### 現在ニュージーランド領になっているもの
1980年のトケフォア条約により確定
- ヌクノノ島(トケラウ諸島)
- アタフ島(トケラウ諸島)
- ファカオフォ島(トケラウ諸島)

### 現在ツバル領になっているもの
1983年の条約により確定
- ヌクフェタウ環礁
- フナフティ環礁
- ニウラキタ島

### 現在コロンビア領になっているもの
1981年のバスケス-サッチョ条約により確定
- ロンカドルバンク
- セラナバンク
- キトスエニョ

### 現在クック諸島領になっているもの
1983年クック諸島-米国海上境界線条約により確定
- プカプカ島
- ペンリン環礁
- ラカハンガ環礁
- マニヒキ環礁

### 現在キリバス領になっているもの
1979年タラワ条約により確定
- ウィンスローリーフ(フェニックス諸島に位置する)
- バーニー島(フェニックス諸島に位置する)
- カロンデレットリーフ
- フリント島
- マルデン島
- マッキーン島(フェニックス諸島に位置する)
- ニクマロロ環礁
- カントン島
- エンダーベリー島
- キリスィマスィ島
- マンラ(フェニックス諸島に位置する)
- ヴォストック島
- オロナ島
- タブアエラン島
- ラワキ島(フェニックス諸島に位置する)
- スターバック島
- ブタリタリ
- カロリン島(ミレニアム島)
- マキン島
- テライナ島(ライン諸島に位置する)

### 現在オーストラリア領になっているもの
- レースピードアイランズ(西オーストラリア州沖合にある諸島。1877年に米国政府によって拒否)

### 現在イギリス領になっているもの
- デュシー島	(イギリス領ピトケアン諸島によって管理)

### 現在日本領になっているもの
- 南鳥島(1902年、南鳥島事件。1945年アメリカが占領した後、1968年に日本に返還)

### その他
- ロザリンド・バンク	(普段は水没。コロンビア・ニカラグア・アメリカ・ホンジュラス・ジャマイカが領有権を主張)